# Proud to Commit Commercial Suicide
| Оценки критиков     | Оценки критиков |
| Источник            | Оценка          |
| ------------------- | --------------- |
| AllMusic            | [ 1 ]           |
| Chronicles of Chaos | [ 2 ]           |
| Music Week          | [ 3 ]           |
| Q                   | [ 4 ]           |

Proud to Commit Commercial Suicide (с англ. — «Гордимся совершить коммерческое самоубийство») — единственный концертный альбом метал-проекта Nailbomb, выпущенный 24 октября 1995 года на лейбле Roadrunner Records. Является последним релизом Nailbomb, после которого проект прекратил своё существование. Альбом был записан 3 июня 1995 года на фестивале Dynamo Open Air в Эйндховене, одном из двух когда-либо сыгранных концертов коллектива. В 2005 году вышел DVD Live at the Dynamo с видеозаписью данного концерта.

## Предыстория
Макс Кавалера и Алекс Ньюпорт познакомились в 1992 году во время европейского турне Sepultura, проходившем в поддержку их четвёртого альбома Arise. После тура Ньюпорт переехал в Финикс, где проживало семейство Кавалеры и стал часто заглядывать к ним в гости. Со временем музыканты обнаружили у себя сходные музыкальные предпочтения и начали регулярно собираться у Кавалеры дома и джеммовать друг с другом, не строя планы развить это в серьёзный проект. Однако жена Кавалеры, Глория, менеджер Sepultura на тот момент, предложила записать полученный материал и создать из этого полноценный альбом.
Итогом этого стал Point Blank, вышедший 8 марта 1994 года на лейбле Roadrunner Records. Пластинка объединила в себе звучание трэш-метала Sepultura и индастриал-метала Fudge Tunnel, музыкальных коллективов Кавалеры и Ньюпорта соответственно. Музыканты позволили себе множество экспериментов с семплером, в результате чего практически все песни альбома содержат большое количество различных вставок из фильмов, телевизионных программ, песен, а также других звуков, прокрученных задом наперёд, замедленных в несколько раз и подвергшихся сильным искажениям. Музыканты не планировали каким-то образом продвигать вышедший альбом, давать концерты в его поддержку и не рассматривали его в качестве коммерческого релиза.

## Запись альбома

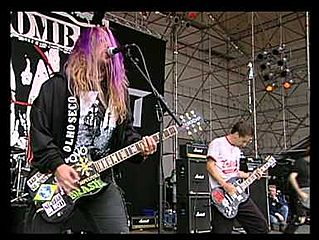
Макс Кавалера (слева) и Алекс Ньюпорт (справа) в составе Nailbomb на Dynamo Open Air 1995

### Концерт
Однако спустя год после выхода Point Blank музыкантам поступило предложение выступить на фестивале Dynamo Open Air в Эйндховене, который в том году оказался самым крупным за всю его историю, собрав в общей сложности 118 000 человек. Согласившись с тем, что это разовое мероприятие (хотя в итоге Nailbomb отыграли один концерт в клубе «Hollywood» в Эйндховене перед началом фестиваля в качестве «разогрева»), Кавалера и Ньюпорт приняли приглашение.
Для выступления Nailbomb пригласили ряд музыкантов, сменявших друг друга по ходу концерта. Среди них были барабанщики Игорь Кавалера из Sepultura, D. H. Пелигро из Dead Kennedys, Барри С. Шнайдер из Tribe after Tribe, басисты Эван Сайнфелд из Biohazard, Дэйв Эдвардсон из Neurosis, Скотт Дум из Doom и Рис Фулбер из Front Line Assembly на клавишных. Также во время исполнения песни «Cockroaches» дополнительную партию гитары исполнил сын Кавалеры, Ричи, которому на тот момент было 9 лет.
Данным составом они отыграли концерт 3 июня 1995 года. Сет-лист практически полностью состоял из альбома Point Blank, за исключением композиций «24 Hours Bullshit», «For Fuck’s Sake» и «Shit Piñata», с добавлением кавера на «Police Truck» Dead Kennedys.

### Работа в студии
Альбом сводился на Shaton studio — студии, на которой записывался Point Blank. Перед выступлением басисту Дэйву Эдвардсону, исполнившему большую часть песен на концерте, стало плохо от волнения, так как его основная группа, Neurosis, играла максиму перед тысячью человек, а на Dynamo Open Air собралось почти 120 тысяч зрителей. В результате этого весь концерт он не мог попасть в ноты, из-за чего Ньюпорту пришлось перезаписывать все партии бас-гитары на студии.
Для концертного альбома в студии было записано два дополнительных трека, «While You Sleep, I Destroy Your World», название которого отсылает к цитате Чарльза Мэнсона и «Zero Tolerance», посвящённого критике американских неонацистов. Во вступлении к «While You Sleep, I Destroy Your World» звучит телефонный розыгрыш Макса Кавалеры над его другом Дэнни Марианино из группы North Side Kings. Во время звонка Кавалера лишь тяжело дышал, иногда говоря шёпотом различные фразы, а Марианино на протяжении минуты пытался выяснить, кто ему звонит, не выдержав в конце и крикнув: «Давай, крутой парень, покажи мне, что у тебя есть!», после чего начиналась сама песня. Изначально Кавалера хотел разыграть данным способом отца своей жены, но он не взял трубку.

## Оформление альбома
Название альбома отсылает к фразе менеджера Roadrunner Монте Коннера. На шестом альбоме Sepultura, Roots, вышедшем в феврале 1996 года, группа сменила своё звучание, в котором начало чувствоваться заметное влияние ню-метала и, помимо этого, музыканты проводили эксперименты в объединении грув-метала с музыкальными традициями южноамериканских индейских племен. Услышав черновые версии песен, Коннер отправил музыкантам голосовой факс, в котором сообщил: «Если вы выпустите этот альбом, вы совершите коммерческое самоубийство». Кавалере и Ньюпорту понравилась эта фраза, и поэтому они назвали концертный альбом Nailbomb «Гордимся совершить коммерческое самоубийство».
Художественное оформление альбома продолжает тему насилия, начатую на Point Blank. Для обложки альбома была выбрана фотография мёртвых тел после известного массового самоубийства в религиозной общине Джонстаун. Буклет альбома содержит фотографию, на которых байкер бьёт куклуксклановца по лицу, а на другой фотографии, изображённой на обратной стороне альбома, изображено, как полицейский избивает чернокожего мужчину. На самом диске используется изображение куклусклановца с мишенью на лице, данное изображение использовалось в качестве заднего фона на концерте Dynamo.

## Список композиций
Слова и музыка всех песен — Алекс Ньюпорт и Макс Кавалера, за исключением 7 и 8 трека.
| №                   | Название                                                 | Перевод названия                      | Длительность |
| ------------------- | -------------------------------------------------------- | ------------------------------------- | ------------ |
| 1.                  | «Wasting Away»                                           | «Тратить впустую»                     | 3:56         |
| 2.                  | «Guerrillas»                                             | «Партизаны»                           | 3:27         |
| 3.                  | «Cockroaches»                                            | «Тараканы»                            | 4:07         |
| 4.                  | «Vai Toma no Cú»                                         | с порт. — «Пошёл нахуй»               | 4:10         |
| 5.                  | «Sum of Your Achievements»                               | «Сумма твоих достижений»              | 2:52         |
| 6.                  | «Religious Cancer»                                       | «Религиозный рак»                     | 4:34         |
| 7.                  | «Police Truck» (кавер на Dead Kennedys)                  | «Полицейский грузовик»                | 3:11         |
| 8.                  | «Exploitation» (кавер на Doom)                           | «Эксплуатация»                        | 2:09         |
| 9.                  | «World of Shit»                                          | «Мир дерьма»                          | 3:26         |
| 10.                 | «Blind and Lost»                                         | «Слепой и потерянный»                 | 2:09         |
| 11.                 | «Sick Life»                                              | «Больная жизнь»                       | 6:53         |
| 12.                 | «While You Sleep, I Destroy Your World» (студийный трек) | «Пока ты спишь, я уничтожаю твой мир» | 5:09         |
| 13.                 | «Zero Tolerance» (студийный трек)                        | «Нулевая терпимость»                  | 6:32         |
| Общая длительность: | Общая длительность:                                      | Общая длительность:                   | 52:35        |

## Участники записи
Nailbomb
- Макс Кавалера — гитара, вокал
- Алекс Ньюпорт — гитара, вокал

Приглашённые музыканты
- Рис Фулбер — клавишные, семплы
- Дэйв Эдвардсон — бас-гитара (треки 1-7, 9-11)
- Скотт Дум — бас-гитара, вокал (трек 8)
- Эван Сайнфелд — бас-гитара (трек 11)
- Игорь Кавалера — ударные (треки 1-3, 10, 11)
- Барри Шнайдер — ударные (треки 4-6)
- D. H. Пелигро — ударные, бэк-вокал (треки 7-9)
- Ричи Кавалера — дополнительная гитара (трек 3)

Технический персонал
- Макс Кавалера — продюсирование
- Алекс Ньюпорт — продюсирование, сведение
- Стивен Ремот — звукоинженер (концерт на Dynamo Open Air)
- Стив Эскалье — звукоинженер (студийные треки)
- Отто Д’Аньоло — инженер сведения (студийные треки)